# Adolf Heuser
Adolf Heuser (* 3. Oktober 1907 in Buschdorf; † 19. November 1988 in Bonn) war ein deutscher Boxer. Er war Europameister und International Boxing Union Weltmeister im Halbschwergewicht.

## Karriere
1926 begann Heuser im Bonner Boxclub mit dem Boxen. 1927 nahm er als Ersatzmann am Länderkampf gegen Dänemark teil. Er kam zum Einsatz und bekam als Gegner den Amateur-Europameister Thyge Petersen, den er in der fünften Rund auf die Bretter schicken konnte. Nach 30 Amateurkämpfen wurde er 1929 Berufsboxer und hatte seinen ersten Kampf am 2. August 1929 gegen Fernand Delarge. Er gewann in sechs Runden nach Punkten.
1931 reist Heuser in die Vereinigten Staaten und bestritt in 15 Monaten 14 Kämpfe, von denen er 13 gewann. Dazwischen boxte er in Valencia gegen den Europameister Martinez de Alfara und holte sich den Titel durch KO.
1932 kämpfte er gegen George Manley und besiegte ihn durch K. o. Dann stimmte der Weltmeister Maxie Rosenbloom einem Titelkampf zu, der im März 1933 ausgetragen wurde. Heuser verlor nach Punkten, erhielt aber 70.000 $ Preisgeld. 1937 wurde Heuser Deutscher Meister. Am 25. März 1938 besiegte er Gustave Roth und wurde Europameister und Weltmeister im Halbschwergewicht. 1939 gewann er gegen Heinz Lazek und wurde damit Europameister im Schwergewicht.
Am 2. Juli 1939 verlor Heuser gegen Max Schmeling durch K. o. in der 71. Sekunde. Am 1. Februar 1942 besiegte er Walter Neusel und wurde nochmals deutscher Meister.

## Leben
Heuser war Sohn eines Maurers und eines von 17 Kindern. Er verdiente seinen Lebensunterhalt als Knecht auf umliegenden Bauernhöfen, wie dem Burghof in Buschdorf. Nach der Niederlage gegen Schmeling machten sich erste Anzeichen einer Depression bemerkbar. Im Zweiten Weltkrieg wurde dann sein Haus in Köln-Weiß durch Fliegerbomben zerstört und ein Grundstück in Berlin lag unverwertbar in der Sowjetischen Besatzungszone. Durch die Währungsreform verlor sein Erspartes an Wert. Für seinen Lebensunterhalt bestritt Heuser Kämpfe für 200,- DM, blieb aber weitgehend mittellos.
Psychische Probleme führten zur Scheidung von seiner Frau und 1949 zu seiner Einweisung in die psychiatrische Abteilung des Landeskrankenhauses Bonn. Dort verstarb er am 19. November 1988.
In Bonn-Buschdorf wurde 1996 der Adolf-Heuser-Weg nach ihm benannt.